# Cianat de potassi
El cianat de potassi, en anglès: Potassium cyanate és un compost inorgànic amb la fórmula química KOCN (de vegades escrita com KCNO). És un líquid incolor. Es fa servir per preparar molt altres compostos, incloent-hi herbicides.

Estructura de l'azida de potassi, la qual és isoestructural amb el cianat de potassi.

## Usos
El cianat de potassi és el material de partida per a diverses síntesis orgàniques, incloent ls derivats de la urea, semicarbazides, carbamats i isocianats.
També té usos terapèutics per reduir el percentatge d'eritròcits falciformes i en veterinària.

## Preparació i reaccions
El KOCN es prepara escalfant urea amb carbonat de potassi a 400 °C:
2 OC(NH₂)₂ + K₂CO₃ → 2 KOCN + (NH₄)₂CO₃
Entre les impureses que produeix s'inclou el biuret, àcid cianúric, i allofant de potassi (KO₂CNHC(O)NH₂).